# 아돌프 부테난트
아돌프 프리드리히 요한 부테난트(독일어: Adolf Friedrich Johann Butenandt, 1903년 3월 24일 ~ 1995년 1월 18일)는 독일의 생화학자이다.
스테로이드 호르몬의 연구에 뛰어난 업적을 올려 유명해졌다. 특히 그는 남성 호르몬의 일종인 안드로스테론을 분리 정제하였으며, 여성 호르몬인 프로게스테론의 화학 구조를 결정하였다. 1939년 스위스의 레오폴트 루지치카와 함께 노벨 화학상 수상자로 선정되었지만 나치 독일이 독일인의 노벨상 수상을 금지하고 있었기 때문에 1949년에야 상을 받을 수 있었다.